# Francisco Rufete
Francisco Rufete, teljes nevén Francisco Joaquín Pérez Rufete (Benejúzar, 1976. november 20. –) spanyol labdarúgó, jelenleg a Hércules CF játékosa.

## Karrierje
Rufete az FC Barcelona tartalékcsapatában, az FC Barcelona Atlèticben kezdte karrierjét. Az első csapatban aztán csak egyszer jutott szóhoz. Ezután egy szezont a másodosztályú CD Toledo csapatában töltött.
Miután a Mallorcánál egyetlen meccsen sem játszott, a Málagához igazolt, és több más új játékossal együtt nagy szerepe volt a feljutásban. Érdekesség, hogy a Málaga Rufete érkezése előtt a harmadosztályban játszott, vagyis rendkívül gyorsan feljutott az első osztályba.
A Málagánál töltött sikeres szezonok után a Valenciához igazolt. Itt hat évet töltött, ezalatt az idő alatt kétszer is spanyol bajnoki címet szerzett, valamint egy UEFA-kupa-győzelemnek is részese volt.
Miután az új edző, Quique Sánchez Flores nem tartott igényt játékára, ingyen igazolhatóvá vált. Végül az RCD Espanyol együtteséhez szerződött. A kisebbik barcelonai csapatnál két évet töltött, majd az otthonától nem messze található, másodosztályú Hércules CF csapatának játékosa lett.

## Válogatott
Rufete eddig három válogatottságot számlál.

## Sikerei, díjai
- Valencia CF
  - Bajnok: 2001-02, 2003-04
  - UEFA-kupa: 2003-04
  - UEFA-szuperkupa: 2004
- RCD Espanyol
  - UEFA-kupa-döntős: 2006-07

## Külső hivatkozások
- Statisztika az LFP honlapján (spanyolul)
- BDFutbol
- Válogatott statisztika (spanyolul)